# Palacio de Martimporra

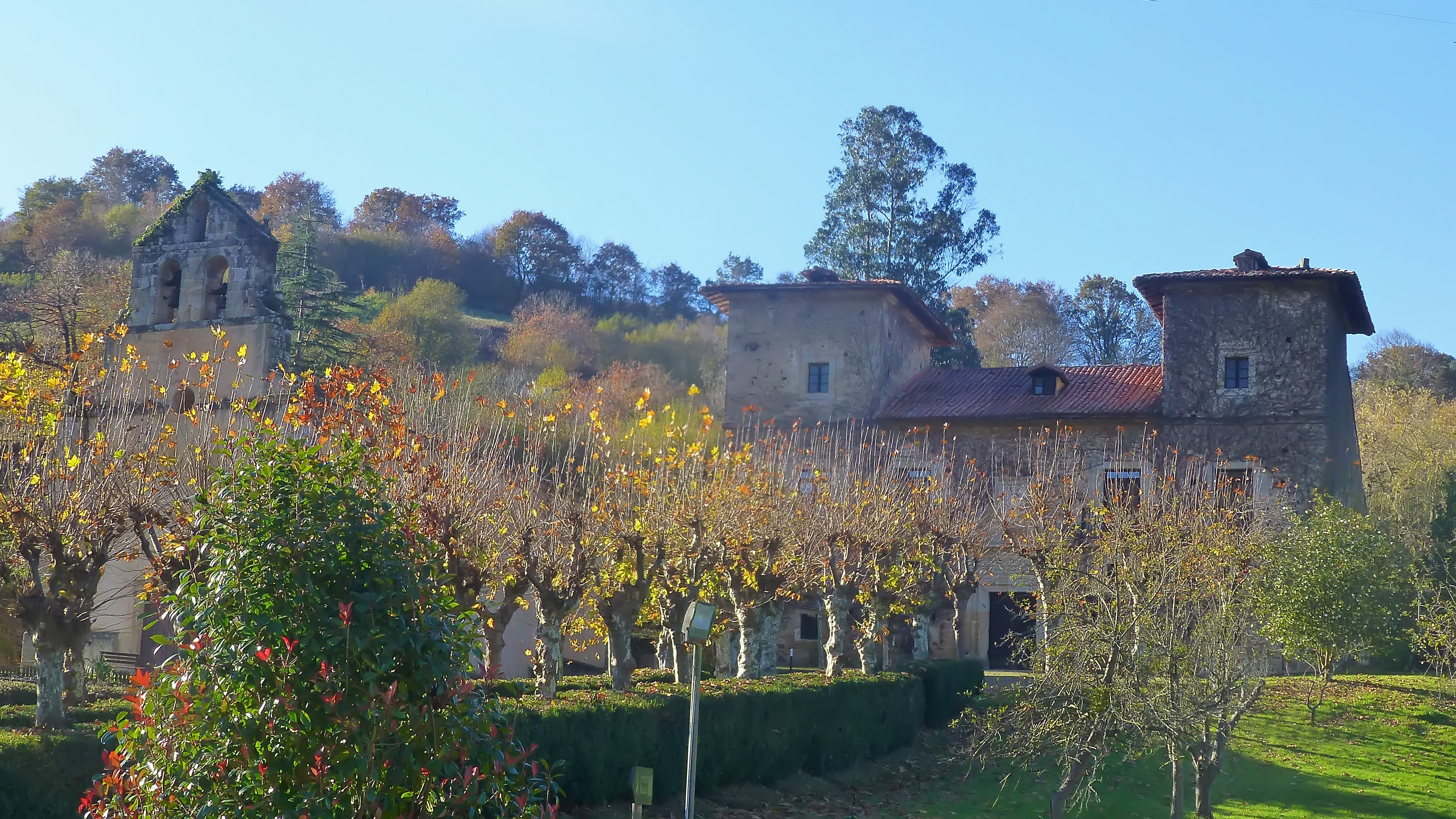
Casa-palacio y capilla de Martimporra del Marquesado de Estrada.

El palacio de Martimporra está situado en la localidad asturiana de Martimporra, capital del concejo de Bimenes.
Este palacio del siglo XVII. Fue mandado construir por Juan de Valvidares y Cecilia Estrada, marqueses de Villapanes y perteneció después al marqués de Casa Estrada. 
Este palacio está considerado como uno de los mejores ejemplos de palacios rurales de Asturias. Su distribución es cuadrada, de dos pisos de alturas y con dos torres a ambos lados. Las dos torres tienen una altura mayor que el resto del edificio. 
En el segundo piso se puede divisar el escudo de armas de la familia Estrada.
Ante el palacio se sitúa la capilla privada (siglo XVII), dedicada a la Virgen del Camino. Posee una nave única, sacristía abierta en el lado sur que hace las veces de panteón familiar. El interior se cubre con bóveda estrellada de cañón. En la zona del presbiterio, debajo del escudo familiar, se conserva un sarcófago con la inscripción siguiente: 

Esta es la casa de Estrada, fundada sobre un peñasco, más antigua que Velasco y al Rey no le debe nada.

El conjunto goza de la consideración oficial de Monumento Histórico Artístico desde el 21 de septiembre de 1982.
Cuenta con su propia página web: https://palaciodecasaestrada.es/
- Datos: Q2877662
- Multimedia: Marquess of Estrada's Palace / Q2877662